# Сент-Люси (Барбадос)
Сент-Люси (англ. Saint Lucy) — приход на севере Барбадоса. Единственный из приходов острова, названый в честь святой покровительницы-женщины — Люции Сиракузской. В приходе размещалась американская военно-морская база в Гаррисонс-Пойнт. Также Сент-Люси является полуостровом, который омывает с севера, запада и востока Атлантический океан. На юге граничит с приходом Сент-Питер.
Сент-Люси является одной из наименее населенных частей страны. Ближайший крупный город — Спайтстаун, расположенное в приходе Сент-Питер.
В Сент-Люси родился первый премьер-министр страны Эррол Бэрроу.